# Modo de audición indicativo
El modo de audición indicativo es uno de los tres modos de audición establecidos por Denis Smalley para describir el proceso de la percepción sonora. Los modos de audición de Smalley describen este proceso en función de la atención, pero teniendo en cuenta, al mismo tiempo, si la audición se centraba en el sujeto, o, por el contrario, en el objeto.
El modo auditivo indicativo está centrado en el objeto y considera al sonido como un mensaje, como un signo que ha de ser decodificado. El modo indicativo de Smalley se corresponde con el modo "escuchar" de Schaeffer.
- Datos: Q9033955